# Немоєво (Росія)
Немоєво (рос. Немоево) — присілок в Островському районі Псковської області Російської Федерації.
Населення становить 8 осіб. Входить до складу муніципального утворення Островська волость.

## Історія
Від 2015 року входить до складу муніципального утворення Островська волость.

## Населення
| 2001 | 2002 | 2010 |
| ---- | ---- | ---- |
| 17   | ↘7   | ↗8   |